# NGC 5238
NGC 5238 (również PGC 47853 lub UGC 8565) – galaktyka nieregularna znajdująca się w gwiazdozbiorze Psów Gończych. Odkrył ją William Herschel 26 kwietnia 1789 roku.

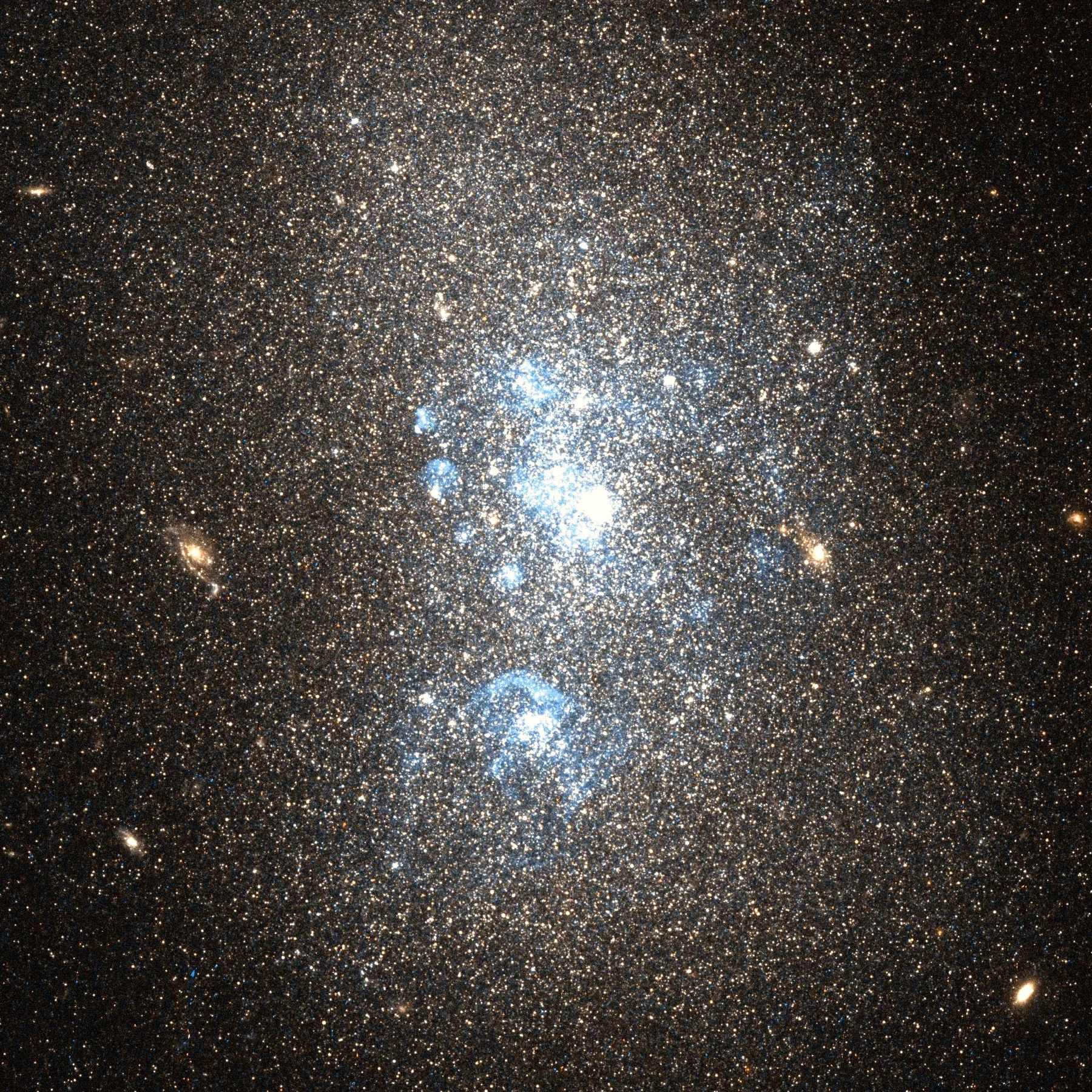
Zbliżenie galaktyki na zdjęciu z Kosmicznego Teleskopu Hubble’a, poniżej centrum widoczny jasny obszar H II, błędnie uznawany kiedyś za osobną galaktykę

Galaktyka NGC 5238 znajduje się w odległości około 14,7 miliona lat świetlnych od Ziemi. Przez niektórych badaczy była uznawana za prawdopodobnego członka grupy galaktyk M101 lub grupy w Psach Gończych I, obecnie raczej uznawana za odizolowaną.
Jest to karłowata galaktyka gwiazdotwórcza, czasem klasyfikowana jako BCD (ang. blue compact dwarf), czyli niebieska zwarta galaktyka karłowata. W przeszłości wiele źródeł klasyfikowało ją jako galaktykę spiralną, a nawet galaktykę spiralną z poprzeczką (do tej pory wiele katalogów ją tak opisuje). Według nowszych badań jest to jednak galaktyka nieregularna.
W południowej części galaktyki znajduje się duży, jasny obszar, dawniej uznawany za osobną galaktykę towarzyszącą, w rzeczywistości jest to jednak obszar H II o średnicy około 100 parseków.